# Powiat Koyu
Powiat Koyu (jap. 児湯郡 Koyu-gun) – powiat w Japonii, w prefekturze Miyazaki. W 2024 roku liczył 65 131 mieszkańców.

## Miejscowości
- Kawaminami
- Kijō
- Nishimera
- Shintomi
- Takanabe
- Tsuno